# Ken E. Nwadike Jr
Kenneth E. Nwadike Jr. es un documentalista estadounidense, orador motivacional y activista conocido popularmente como el "Chico de los abrazos gratis". Ken es el fundador del Proyecto Free Hugs. Sus videos han alcanzado cientos de millones de visitas en Facebook y YouTube .

## Carrera
En 2014, Nwadike lanzó el Proyecto Free Hugs con el propósito declarado de difundir el amor en respuesta al bombardeo de la maratón de Boston. El Proyecto Free Hugs ganó popularidad en 2016, cuando Nwadike llegó a los principales titulares de noticias por sus esfuerzos para reducir la violencia durante las protestas, disturbios y mítines políticos. Nwadike apareció en el video Year in Search 2016 de Google como uno de los momentos más destacados del año. Nwadike ha hecho muchas apariciones en programas de noticias y transmisiones de radio en todo el mundo, incluidos CNN, USA Today, Good Morning Britain y BBC News.
Nwadike es el presidente y director ejecutivo de Superhero Events, LLC, que produce el medio maratón anual de Hollywood. El maratón, que se lleva a cabo cada primavera en Hollywood, California, con el propósito de recaudar fondos para los refugios locales para jóvenes sin hogar.
El 30 de marzo de 2016, Nwadike lanzó el controvertido video "Donald Trump Rally Free Hugs vs Bernie Sanders Rally Free Hugs" en sus canales "Free Hugs Project" en YouTube, Facebook y Twitter. El video se convirtió en un éxito viral y su hashtag #MakeAmericaLoveAgain se convirtió en tendencia en Facebook y Twitter.
Durante el Super Bowl LIV, Ken Nwadike apareció en el comercial de Budweiser Super Bowl 2020 titulado "Typical American", que muestra a "las personas extraordinarias que representan lo mejor de Estados Unidos".

### Ocupación
Como orador motivacional, Ken detalla su falta de vivienda anterior y afirma que superó las inseguridades al participar en actividades extracurriculares en la escuela. El apoyo, dice, que recibió de entrenadores, compañeros de equipo y amigos mientras practicaba deportes y participaba en actividades del gobierno estudiantil, ayudó a allanar el camino para que Ken iniciara una serie de negocios y una organización benéfica que ayuda a los adolescentes sin hogar.
El Proyecto Free Hugs es un programa que se lleva a cabo en lugares de trabajo y universidades, diseñado para salvar las divisiones raciales y fomentar el civismo.
En octubre de 2017, Nwadike se presentó ante la Comisión Electoral Federal para postularse para presidente de los Estados Unidos en las elecciones de 2020. Más tarde se retiró de la carrera. 

## Apariciones en vivo
Además de los videos de YouTube y Facebook, Nwadike ha aparecido en programas de noticias y transmisiones de radio de todo el mundo.
- 4 de abril de 2012: Nwadike apareció en un especial de NBC 4 Los Ángeles, titulado "Life Connected".[13]
- 5 de abril de 2016: entrevista de Nwadike con las noticias de Pix 11 para compartir por qué lanzó el Proyecto Free Hugs.[14]
- 23 de marzo de 2016: Free Hugs Guy fue entrevistado en vivo en el set durante el programa matutino Fox 5 San Diego para hablar sobre el Proyecto Free Hugs y dar abrazos a los presentadores de noticias.[15]
- 16 de septiembre de 2016: Ken se une a los anfitriones de Good Morning Britain en Londres para lanzar Free Hugs Friday.[16]
- 23 de septiembre de 2016: Nwadike fue entrevistado en vivo por CNN con Poppy Harlow después de las protestas de Charlotte.[17]
- 24 de enero de 2020: Ken Nwadike visitó Fox 5 San Diego para discutir la inclusión en el comercial Budweiser Super Bowl 2020.[18]

## Premios y nominaciones
| Año  | Nominado            | Premio                                  | Resultado |
| ---- | ------------------- | --------------------------------------- | --------- |
| 2017 | Ken E. Nwadike, Jr. | Líder público más admirado en San Diego | Ganador   |
| 2017 | Ken E. Nwadike, Jr. | Premio Simeon Booker al valor           | Ganador   |
| 2017 | Ken E. Nwadike, Jr. | Premio al Mérito Ciudadano              | Ganador   |

## Filmografía
| Año  | Título                                           | Role     | notas                        |
| ---- | ------------------------------------------------ | -------- | ---------------------------- |
| 2016 | Cortesía accidental: Daryl Davis, Race & America | Él mismo | Documental de Netflix        |
| 2017 | Los disturbios de Los Ángeles: 25 años después   | Él mismo | Documental del canal History |
| 2020 | Llamados al frente                               | Él mismo | Documental                   |

## Otras lecturas
- Este hombre dando 'abrazos gratis' en el maratón de Boston es maravillosamente edificante - Buzzfeed'
- Las reacciones que recibió un defensor de la campaña Free Hugs en los mítines de Donald Trump y Bernie Sanders son deslumbrantes - Revista Vibe
- "#MakeAmericaLoveAgain lleva el Proyecto Free Hugs a los mítines políticos - USA Today College"
- Partidario de maratón de Boston ofreció abrazos gratis a corredores - NBC The Grio
- "En el mitin de Trump, el hombre ofrece abrazos gratis, recibe racismo - USNews.com"
- "Cuando no podía correr un maratón, en su lugar repartía abrazos - USA Today"
- "Difundiendo la paz entre las protestas en Carolina del Norte - BBC News"